# Indore
Indore fou un estat tributari protegit de l'Índia, part de l'Agència de l'Índia Central, Residència d'Indore. Limitava al nord amb Gwalior, a l'est amb Dewas i Dhar i el districte de Nimar (de les Províncies Centrals), al sud el districte de Khandesh (de la presidència de Bombai) i a l'oest amb els principats de Barwani i Dhar. La capital era Indore (ciutat) antiga Indreshwar. Les principals ciutats eren Rampura, Khargon, Maheshwar, Mehidpur, Barwaha i Bhanpura. En total hi havia 3368 pobles. Els jaciments arqueològics principals són Dhamnar i Un. Per tot l'estat hi ha molts temples jains i hindús dels segles X a XIII com a Mori, Indok, Jharda, Makla, i altres llocs. Als districtes de Nimar i Nemawar hi ha diverses restes musulmanes. Les fortaleses estan repartides per tot el que fou el territori de l'estat destacant les de Hinglajgarh, Bijagarh i Sendhwa.

## Geografia
L'estat està format per diversos trossos aïllats; el tros més gran i compacte està al sud del riu Narbada, que als efectes de descripció es poden considerar en dos grups: els de l'altiplà i els de la muntanya. L'altipla es troba a Malwa i forma els districtes de Rampura-Bhanpura, Mehidpur i Indore. la zona de muntanya la formen els districte de Nimar i Nemawar situats en part a les muntanyes Vindhya i en part al sud d'aquestes muntanyes (el districte de Nimar inclou també part de les muntanyes Satpura). L'àrea d'altiplà mesura 11.189 km² i l'àrea de muntanya 13.320 km². A part, hi ha dos trossos aïllats: Alampur al Bundelkhand, amb 96 km², conservat per l'existència al lloc del cenotafi de Malhar Rao Holkar. Els rius baixen en generals de les muntanyes Vindhya sent els principals el Chambal amb els seus afluents, el Sipra i el Kali Sind (Gran Kali Sind i Petit Kali Sind); al sud de les muntanyes Vindhya hi ha el Narbada i els seus afluents.
La superfície era de 24.605 km² incloent les paganes aïllades o exclavaments de Nandwas o Nandwai (93 km²) geogràficament part de Rajputana. La població era: 1.054.237 (1881), 1.099.990 (1891), 850.690 descens degut a la fam de 1899-1900 (1901), 1.325.089 (1931).

### Religió i llengua
El 79% eren hindús, l'11% animistes, el 8% musulmans i el 2% jainistes. Les llengües principals eren l'hindi (57%) i el malví amb els derivats nimari i rangri (28%) 

## Administració
L'estat estava dividit en cinc ziles (Kampura-Bhanpura, Mehidpur, Nemawar, Indore i Nimar), cadascuna sota un subah, o districtes, subdividits en parganes (governades per amins) i la pargana aïllada d'Alampur. La zila d'Indore tenia una superfície de 4.066 km² i la població el 1901 era de 254.423 habitants (279.915 el 1891) amb 639 pobles. La capital era Indore (ciutat) amb 86.686 habitants el mateix any i altres ciutats destacades eren Gautampura i Mhow. Estava dividida en set parganes: Indore, Betma, Depaljur, Petlawad, Khurel, Mhow i Sanwer.

### Segells i monedes
La moneda local fou substituïda per la moneda de l'Índia Britànica el 1902. El sistema postal fou iniciat el 1873 per Sir T. Madhava Rao, ministre de Tukoji II, quan es van fer tres emissions de segells; una convenció es va signar amb els britànics; emissions diverses amb la inscripció "Indore State" i més tard "Holkar State" es van fer fins després del 1940.

### Exèrcit
L'exèrcit de l'estat fou fundat el 1792, per Ahalya Bai, seguint l'exemple de Mahadji Sindhia; va contractar a Chevalier Dudrenec, un aventurer francès conegut localment com a Huzur Beg, que va constituir quatre batallons; encara que foren derrotats el 1793 a Lakheri per De Boigne, van lluitar molt bé i es van formar sis nous batallons, que el 1795 van prendre part en la batalla de Kardia. El 1817 formaven l'exèrcit deu mil infants, 150000 cavallers, i 100 canons a més dels pindaris i altres irregulars. Aquests forces foren reduïdes pel tractat de Mandasor (1818). L'exèrcit vers el 1900 el formaven 210 artillers, 18 canons, 800 cavallers i 748 infants; el transport eren 200 carretes i 300 ponis amb escorta de 200 cavallers.
La policia es va segregar de l'exèrcit i la formaven tres regiment d'infanteria irregular i un cos de 1100 cavallers irregulars. El 1902 es va organitzar una policia regular amb uns inspector general al front, 10 inspectors, 50 subinspectors, 2135 agents i agents en cap i 140 policies muntats. Hi havia 7 districtes policials (Alampur, Rampura, Bhanpura, Mehidpur, Khargon, Indore i Mandleshwar) cadascun sota un inspector de districte. Hi havia també una policia rural o chaukidars. La primera presó regular fou establerta el 1875 per 
Sir T. Madhava Rao a Indore. Després se'n van fer d'altres, una a cada districte excepte a Nemawar (els presoners d'aquest districte anavem a Nimar)

### Banderes i escuts
Es coneixen quatre banderes:
- La bandera de la dinastia Holkar, banderí roig sobre blanc.
- La bandera de l'estat, vermella sobre blanc, amb l'escut de l'estat al centre de les dues franges, prop de la part del pal. Es presenta en proporció 2:5
- La bandera de guerra de l'estat, rectangular vermella, amb un sol daurat en esplendor (am rostre) al centre, part superior, sobre el qual una llança (daurada) i espasa (làmina blanca, puny daurat), creuades
- L'estendard reial antic: drap rectangular vermell amb vora verda, i al centre l'escut complet de l'estat
- L'estendard reial modern, idèntica la bandera de l'estat

Hi ha dos escuts:
- L'escut de l'estat és una llança daurada amb punta de plata, creuada una espasa natural amb punt daurat; de fons un camp d'herbes verd; a sobre un sol daurat en esplendor amb rostre, sota una chattra o para-sol també daurat amb serrell vermell, i un banderí vermell a la punta superior del para-sol; com a suports un cavall negre amb cadira vermella de vora daurada i corretja daurada, i brau de plata amb cadira daurada de vora vermella; sota una cinta amb el lema en caràcters sànscrits.
- L'escut reial és bàsicament igual però presenta diferències d'estil.

## Història
Els Holkar pertanyien a la casta dels dhangars o pastors. Els seus ancestres haurien emigrat al sud cap al Dècan des de Muttra i es van establir a Hal o Hol al riu Nira, a uns 65 km de Poona, d'eon haurien agafat el nom. El fundador de la nissaga fou Malhar Rao Holkar, un jove orfe, criat pel seu oncle, un petit propietari, i al servei de la família Bande. Malhar tenia qualitats militars i aviat es va sentir atret pels fets del peshwa maratha. El 1724 va entrar al seu servei i va rebre el comandament de 500 cavalls i fou un dels tres encarregats de la recaptació a Malwa; Sardar Kadam va estar satisfet i li va permetre marxar dirigint els cavalls sota la bandera de la família Bande, un triangle amb dues franges vermella i blanca que en endavant fou la bandera de la dinastia Holkar. El 1726 fou nomenat comandant d'una força de 5000 cavallers i el 1728 va rebre dotze mahals en jagir a Malwa.
El 3 d'octubre de 1730 fou nomenat cap de l'exèrcit i va rebre 74 parganes més. Se li van concedir dues regions a Malwa el 2 de novembre de 1731 i el 20 de gener de 1734 les seves possessions van esdevenir hereditàries en la descendència tinguda amb Gautama Bai, rebent també Maheshwar, Indore i nou altres pobles al sud del Narbada. La ciutat de Maheshwar en la pràctica fou capital dels seus dominis (fins al 1818, perquè Indore no fou establerta com a capital fins al tractat de Mandasor el 1818). Va seguir al servei del peshwa, i va participar en la gran victòria prop de Delhi el 1736, i la derrota del nizam a Tal Bhopal (1738) i dels portuguesos de Vasai (1739). Va rebre Rampura, Bhanpura i Tonk (ciutat) el 1743, per l'ajut donat a Madho Singh I de Jaipur en la seva lluita contra el seu germà Ishwari Singh. Per la seva valentia contra els rohilles el 1748 va rebre de l'emperador un sardeshmuckhi a Chandore. Des de 1748 la seva posició a Malwa fou ferma i dominava un extens territori als dos costats del Narbada i a Sahyadri.
Malhar Rao Holkar, Jayappa Scindia i Gangadhar Tatya, van ajudar a Safdar Jang d'Oudh contra Shadulla Khan, Ahmed Khan Bangash, Muhammad Khan, Bahadur Khan Rohilla seguint ordes del peshwa Balaji Baji Rao. A les batalles de Fatehgad i Farukhabad, van derrotar els rohilles i Bangash (març de 1751-abril de 1752). Quan l'emperador mogol va saber que Ahmed Shah Durrani havia atacat el Panjab (desembre del 1751) va demanar a Safdar Jang de fer les paus amb els rohilles i Bangash. El 12 d'abril de 1752 Safdar Jang es va posar d'acord amb els marathes però finalment l'emperador no va ratificar l'acord i per contra va signar un tractat amb Ahmad Shah Durrani (23 d'abril de 1752). Al mateix temps el peshwa cridava a Malhar Rao a Poona on era atacat per Salabat Khan, nizam d'Hyderabad.
Els marathes van atacar als jats de Suraj Mal al fort de Kumher el 20 de gener de 1754 i el van assetjar. La lluita va seguir uns mesos. Durant la campanya va morir Khande Rao Holkar, el fill de Malhar Rao Holkar, quan va rebre un tret des del fort mentre inspeccionava les tropes en palanquí (15 de març de 1754). Malhar Rao va quedar molt afectat per la mort del seu únic fill, i va buscar revenja, prometent tallar el cap del maharajà Suraj Mal i tirar la fortalesa al riu Jamuna després de destruir-la, i va augmentar la pressió sobre el fort; Suraj Mal estava assessorat per la maharani Kishori, que li va aconsellar fer gestions diplomàtiques i va contactar amb el ministre Roop Ram Katara; així es va assabentar de les diferències entre Malhar Rao i Jayappa Sindhia; la maharani va aconsellar aprofitar aquestes diferències. Con que Roop Ram Katara era molt amic de Jayappa Sindhia, la maharani li va enviar una carta de Suraj Mal proposant un tractat; Jayappa Sindhia llavors va acceptar la proposta i va contactar amb Raghunath Rao, el qual al seu torn va aconsellar a Malhar Rao Holkar de signar un tractat amb Suraj Mal. Malhar Rao Holkar va haver d'acceptar, per no quedar aïllat. El tractat fou signat el 18 de maig de 1754.
Els caps marathes Malhar Rao Holkar, Raghunath Rao, Shamsher Bahadur, Gangadhar Tatya, Sakharambapu, Naroshankar i Maujiram Bania van atacar Delhi l'11 d'agost de 1757 i van derrotar a Najib Khan; Ahmed Khan va esdevenir Mir Bakshi al seu lloc. El març de 1758 els marathes ocupaven Sarhind. El 20 d'abril de 1758, Malhar i Raghunath Rao van atacar i conquerir Lahore. Tukoji Rao Holkar va conquerir Attock. Sabaji Scindia i Vitthal Shivdev s'hi van reunir a Peshawar. Raghunath Rao i Malhar Rao Holkar van tornar llavors. El 1757 va rebre el rang de subadar.
El 14 de gener de 1761 es va lliurar la desastrosa batalla de Panipat que va posar fre temporal a l'expansió maratha; en aquest moment Malhar Rao havia esdevingut el 67è terratinent de l'Índia i llavors va començar a organitzar els seus dominis.
Va morir a Alampur el 2 de maig de 1766. El seu fill Khande Rao Holkar havia mort el 1754, i fou el fill d'aquest, Male Rao Holkar, un noi jove i curt de gambals, el que el va succeir. Aviat es va veure que no seria un bon governant però va morir al cap de poc a Indore i la seva mare Ahilya Bai el va succeir com a regent; va refusar adoptar, i especialment va resistir a les pressions de Raghuba, oncle del peshwa que volia ser adoptat; amb el suport de Mahadji Sindhia o Scindia, el peshwa la va confirmar finalment el desembre de 1767 però va nomenar subadar al seu marit Tukoji I Rao Holkar, d'una altra branca de la família, al que la regent va cedir honors, títols i el comandament militar, conservant l'administració civil. La seva administració fou un exemple de bon govern: fou tolerant i justa, va dirigir amb cura tots els departaments i va incrementar notablement la prosperitat; va procurar sempre la pau, i fou caritativa no sols als seus dominis sinó a tota l'Índia. Va construir edificis a Badrinath, Gaya i Rameswaram. Sota el seu govern per primera vegada l'exèrcit va utilitzar batallons manats per Dudrenec, Boyd, i altres europeus. Va morir el 13 d'agost de 1795 i llavors Tukoji I Rao Holkar va assolir el poder complet. Com que Mahadji Sindhia havia mort l'any anterior, Tukoji, amb 70 anys, esdevingué el degà dels caps marathes 
Va seguir el camí traçat per Ahalya o Ahilya Bai, i l'estat va continuar prosperant. Va actuar com a contrapès del jove i guerrer Daulat Rao Sindhia. Va morir el 1797, deixant dos fills legítims, Kashi Rao i Malhar Rao i diversos il·legítims entre els quals Jaswant Rao i Vithoji. Kashi Rao Holkar era de fet una mica curt i Malhar II Rao Holkar havia intentat fer-se reconèixer pel pare com a successor però no havia tingut èxit i s'havia posat sota protecció de Nana Farnavis un dels principals dirigents del govern del peshwa. Kashi Rao Holkar va demanar ajut a Daulat Rao Sindhia, que va aprofitar l'avinentesa per esdevenir de fet regent dels estats d'Holkar. Malhar Rao fou atacat i va morir en el combat el 24 de setembre de 1797. Jaswant Rao i Vithoji Rao es van lliurar del desastre; el primer després d'una vida de fugitiu i d'haver estat presoner a Nagpur i Dhar, va aconseguir aixecar una força i es va erigir en defensor dels drets de Khande II Rao Holkar, fill pòstum de Malhar Rao; va aconseguir el suport d'Amir Khan (que després fou nawab de Tonk) i les tropes lleials a Kashi Rao manades per Dudrenec foren derrotades a Kasrawad; llavors Dudrenec va transferir la seva fidelitat i les seves forces a Jaswant Rao Holkar, que va entrar a Maheshwar i es va proclamar maharaja oblidant els drets de Khande II Rao Holkar que abans deia defensar.
Poc després fou derrotat a Satwas per Sindhia (que tenia el suport del peshwa) i es va haver de retirar a Indore (1801) i Kashi va poder retornar a Maheshwar i es va aliar a Sindhia. L'octubre de 1801 Sarje Rao Ghatke, el ministre de Daulat Rao Sindhia, va saquejar Indore que va destruir fins als fonaments. Jaswant Rao amb el suport del cap dels pindaris, Amir Khan, i va passar al contraatac assolant els territoris entre el Jumna i els dominis del nizam i el 1802 va fer presoner a Kashi Rao Holkar i va estar en condicions d'atacar Poona prop de la qual va derrotar les forces del peshwa Baji Rao. Aquest va fugir però Jaswant el va cridar altre cop al poder, però al cap d'un mes va abandonar Poona i va signar el Tractat de Bassein amb els britànics el 31 de desembre de 1802; Jaswant va posar al tron un altre peshwa, però els britànics van restaurar a Baji Rao a Ponna, i Jaswant es va retirar a Malwa. Es va mantenir a distància durant la guerra de 1803 entre Sindhia i els britànics segurament esperant treure benefici de la derrota del Daulat Rao, però finalment el 1804 va entrar en guerra contra els britànics; va derrotar el coronel Monson al pas de Mukandwara, però fou derrotat per Lord Lake a Dig el novembre de 1804, i després de diverses alternatives, el desembre de 1805 va haver de signar el tractat de Rajpurghat o Rajghat, a la riba del riu Beas, que fou el primer tractat entre els Holkar i els britànics.
Jaswant va haver de cedir moltes de les seves possessions a Rajputana però va recuperar algunes de les seves antigues possessions al Dècan i el territori de Kunch al Bundelkhand li fou concedit en jagir a la seva filla que estava casada amb Jovind Rao Bolia. No obstant la política de no interferència de Lord Charles Cornwallis va permetre la restitució poc després de les terres perdudes a Rajputana. El 1806 va enverinar a Khande II Rao Holkar i poc després (1806 o 1808 segons les fonts) a Kashi Rao Holkar, esdevenint cap del clan Holkar. Com altres membres de la família va donar signes de bogeria i va morir boig a Bhanpura el 27 d'octubre de 1811. No va deixar fill però poc abans de la seva mort la seva concubina Tulsi Bai, una dona de gran bellesa i alta educació, va adoptar al seu fill il·legítim Malhar III Rao Holkar.
Després de la mort de Jaswant Rao l'estat va entrar en dificultats; els impostos van haver de ser recaptats a punta d'espasa. El govern de Tulsi Bai, i la seva conducta privada i publica, va disgustar al poble i als nobles. Tulsi volia fer un acord amb els britànics però fou arrestada i assassinada per les seves tropes i les coses van empitjorar.
A l'inici de la guerra entre els britànics i el peshwa el 1817, el darbar de Meshwara va agafar una actitud hostil; la derrota de les forces de l'estat per una divisió sota comandament de Sir Thomas Hislop a Mehidpur va obligar a Malhar III Rao a signar un tractat a Mandasor el 6 de gener de 1818, que va regir les relacions entre britànics i la dinastia Holkar. Amir Khan, que havia estat nomenat nawab per Jaswant Rao, va ser reconegut com a sobirà independent a Tonk; els drets sobre els sobirans de Rajputana (con el de Kotah) foren renunciats i totes les terres dels Holkar al sud del Narbada foren cedides; el govern britànics va iniciar l'establiment d'una força suficient per protegir el territori, que es va acabar establint a Mhow, mentre l'exèrcit de l'estat fou reduït a unes proporcions limitades; un contingent hauria de ser aixecat a costa de l'estat quan fos requerit pels britànics. Ghafur Khan fou reconegut com a nawab independent de Jaora, i un resident britànic fou nomenat a la cort dels Holkar la qual es va establir a Indore. El 1817 la recaptació havia estat de només 5 lakhs però després de l'establiment de l'administració sota protectorat dirigida per Tantia Jogh, el 1826 ja era de 27 lakhs (amb alguns pagaments pendents del govern britànic i d'alguns tributaris pujava al tomb dels 30 lakhs). El maharaja que tenia 17 anys, era extravagant i es deixava portar per les favorites i això va portar a dues revoltes, una de les quals dirigida fou dirigida per Hari Rao Holkar, que fou derrotat i empresonat a Maheshwar (1819). L'administració va entrar en crisi després de la mort de Tantia Jogh el 1826.
Malhar III Rao va morir el 1833 amb només 28 anys i el va succeir un nebot d'una altra branca, de nom Martand Rao Holkar, que havia estat adoptat per la viuda de Malhar III, Gautama Bai. Al cap de poc Hari Rao Holkar fou alliberat de la fortalesa de Maheswar pels seus partidaris i va reclamar el tron; com que l'adopció de Martand Rao s'havia fet sense coneixement ni permís del govern britànic, el resident va donar el tron a Hari (2 de febrer de 1834) i Martand fou pensionat (va morir a Poona el 2 de juny de 1849). Fou nomenat ministre principal Raja Bhao Phansia, reconegut borratxo. L'administració en decadència va empitjorar, i a més fou complicada per l'excessiva despesa del maharaja. La vida i les propietats no eren segures i es van plantejar diversos complots per reposar a Martand Rao. Hari va morir el 24 d'octubre de 1843, amb 48 anys i el va succeir Khande III Rao Holkar, que era retardat mental i va morir als pocs mesos, el 17 de febrer de 1844.
Les reclamacions de Martand Rao, avalades per molts nobles, no foren ateses pels britànics. Sahiba Kesara Bai, una de les vídues de Jaswant Rao, va suggerir que s'havia de nomenar un fill de Bhao Santoji Holkar, oncle llunyà de Martand Rao, d'una altra branca de la família. La proposta fou acceptada i el jove de 12 anys Jaswant Holkar fou instal·lat al tron amb el nom de Tukoji II Rao Holkar. Es va establir un consell de regència, controlat pel resident, i en aquest període es van introduir nombroses reformes. Als 16 anys (1848) el jove va poder començar a participar en el govern. Kesara Bai va morir el 1849 i Tukoji va ampliar la seva participació en els afers i va mostrar bones aptituds, i aviat se li van concedir tots els poders (1852) amb 20 anys.
Durant el motí de 1857 no va poder controlar les seves tropes formades per 2000 regulars i 4000 irregulars d'infanteria, 2.000 regulars i 1.200 irregulars de cavalleria, i 24 canons. Els irregulars van atacar la residència i l'agent es va haver de retirar a Sehore. Tukoji II va donar tota l'ajuda personal que va poder als britànics a Mhow. Va establir comunicacions regulars i amb gran risc va acollir a palau diversos europeus.
El 1860 una quantitat de més de tres lakhs es va pagar a Holkar com a compensació per les despeses ocasionades per l'aixecament pel maharajà d'un cos de tropes al lloc del contingent de Mehdipur que s'havia amotinat. Indore a més rebia 25.425 rúpies a l'any pel districte de Patan que havia estat cedit a Bundi el 1818 i 57.874 rúpies pel tribut del Principat de Pratabgarh a Rajputana, pagaments ambdós que feia el govern britànic. Més endavant (1865) la contribució a l'aixecament del contingent de Mehdipur i al Malwa Bhil Corps fou capitalitzada. El 1861 fou nomenat cavaller comanador de l'orde de l'estrella de l'Índia.
Per fer l'estat més compacte, entre 1861 i 1868 es va procedir a diversos intercanvis de territoris: els districtes de Satwas al Nemawar, de Barwaha, Dhargaon, Kasrawad i Mandleshwar a Nimar foren bescanviats per terres al Dècan, a les Províncies Unides i altres llocs. El 1864 va cedir diverses terres necessàries per al pas dels ferrocarrils per l'estat i el 1869 va contribuir en una notable quantitat a la construcció de la branca Khandwa-Indore del ferrocarril Rajputana-Malwa coneguda com a Ferrocarril de l'estat d'Holkar. El 1877, uns 932 km² de territori a la regió de Satpura foren cedits a Indore com a regal de Sa Majestat imperial britànica per commemorar l'assumpció per la reina del títol d'emperadriu de l'Índia i a l'assemblea de Delhi (el gener de 1877) va ser nomenat conseller de l'emperadriu. Tractats sobre serveis postals i sobre la sal foren signats el 1878 i 1880.
Va morir el 17 de juny de 1886 i el va succeir el seu fill gran Sivaji Rao Holkar, nascut el 1859. Al pujar al tron el maharaja va abolir totes les taxes pel trànsit. Va visitar Anglaterra el 1887 i fou fet cavaller comanador de l'orde de l'estrella de l'Índia. El resident separat havia estat suprimit el 1854, però des de 1899 va caler nomenar un nou resident específic per la millor supervisió de l'estat. La moneda de l'estat fou substituïda el 1902 per la moneda de l'Índia Britànica. Va abdicar el 31 de gener de 1903 en el seu fill Tukoji III Rao Holkar, que era menor d'edat (nascut el 1890, tenia per tant 12 anys) i va residir al palau de Barhawa, amb una pensió de 4 lakhs a l'any. El nou maharajà va rebre el dret a salutació de 19 canonades i de 21 dins el seu propi territori.
Va abdicar a favor del seu únic fill Jaswant II Rao Holkar el 26 de febrer de 1926 (va morir el 1978) que fou el darrer maharajà amb poders. Va accedir a l'Índia el 15 de juny de 1948 i va morir el 5 de desembre de 1961. Com que no va deixar fills el títol va passar a la seva filla gran.

## Llista de maharajas

### Subadars de Malwa i maharajas amb seu a Maheshwar
1. Malhar I Rao Holkar 1734-1766
2. Khande I Rao Holkar, hereu 1734-1754
3. Male Rao Holkar 1766 - 1767
4. Shrimant Akhand Soubhagyavati Devi Shri Ahilya Bai Sahib Holkar (reina i regent) 1767 - 1795
5. Tukoji I Rao Holkar 1795 - 1797
6. Kashi Rao Holkar 1797 - 1799
7. Malhar II Rao Holkar 1797, pretendent
8. Khande II Rao Holkar, pretendent 1798-1799
9. Jaswant I Rao Holkar 1799 - 1811

### Maharajas d'Indore
1. Malhar III Rao Holkar 1811 - 1833 (1811-1817 a Maheshwar)
2. Martand Rao Holkar 1833 - 1834
3. Hari Rao Holkar 1834 - 1843
4. Khande Rao III Holkar 1843 - 1844
5. Tukoji II Rao Holkar 1844 - 1886
6. Sivaji Rao Holkar 1886 - 1903
7. Tukoji III Rao Holkar 1903 - 1926
8. Jaswant II Rao Holkar 1926 - 1948 (+1961)

## Llista de residents i agents

### Residents (de 1854 a 1899 Agents de l'Índia Central)
- 1818 - 1831 Gerald Wellesley
- 1832 - 1833 W. B. Martin
- 1834 - 1840 John Bax
- 1840 - 1844 Sir Claude Martin Wade
- 1845 - 1859 Robert North Collie Hamilton
- 1859 - 1861 Sir Richmond Campbell Shakespear
- 1861 - 1869 Richard John Meade
- 1869 - 1881 Henry D. Daly
- 1881 - 1888 Henry Lepel-Griffin
- 1888 - 1890 P.F. Henvey
- 1890 - 1894 R.J. Crosthwaite
- 1894 - 1899 David W.K. Barr
- 1899 - 1902 Robert Henry Jennings
- 1902 - 1903 Francis Younghusband
- 1903 - 1907 Oswald Vivian Bosanquet
- 1907 - 1909 James Levett Kaye
- 1909 - 1910 Charles Beckford Luard
- 1910 - 1916 Charles Lennox Russell
- 1916 - 1919 Oswald Vivian Bosanquet (segona vegada)
- 1919? - 1921 Francis Granville Beville
- 1921 - 1924 Denys Brooke Blakeway
- 1924 - 1929 Sir Reginald Glancy
- Març a octubre de 1927 - Edward Herbert Kealy (actuant per Glancy)
- 1929 - 1930 H.R.N. Pritchard
- 1930 - 1931 Frederick Bailey
- 1931 - 1932 G.M. Ogilvie
- 1933 - 1935 Rawdon James MacNabb
- 1935 - 1940 Kenneth S. Fitze
- 1940 - 1942 Gerald Thomas Fisher
- 1942 - 1946 Walter F. Campbell
- 1946 - 1947 Henry Mortimer Poulton

### Agents (amb autoritat sobre el resident 1899-1919)
- L'Agent era el mateix resident 1818-1899
- Colonel (després Sir) David W. K. Barr, resident 1894-1899, agent 1899-1900
- Charles. S. Bayley, 1900-1905
- Major Hugh Daly 1905-1910
- Michael Francis O'Dwyer 1910-1912
- John B. Wood 1912-1913
- Oswald Vivian Bosanquet 1913-1919
- L'Agent era el mateix resident 1919-1947